# Grupo Mayalde
Mayalde es un grupo de música tradicional de la provincia de Salamanca (España) dedicado al rescate, divulgación y popularización de los ritmos musicales que se transmiten de generación en generación por vía oral.
Inicialmente está formado como dúo por Eusebio y Pilar, originarios de La Maya y Aldeatejada (Salamanca), con una mezcla de cuyos topónimos han formado el nombre del grupo. Eusebio y Pilar provenían de la agrupación salmantina pionera en música tradicional Tronco Seco, disuelta a finales de los años 70. Más adelante se incorporan al grupo sus hijos Laura y Arturo. Tienen publicados varios discos, han actuado en distintos países y son profesores de baile y danza.
Para hacer música y ritmos usan objetos cotidianos, desde cucharas a orinales pasando por los útiles propios del campo. Muestra de ello es que participan en el documental ¡FOLK! Una mirada a la música tradicional, donde explican junto a otros artistas las raíces y la evolución de su música como grupo y como género castellano. Han participado también en la película-documental Zaniki (2018), de Gabriel Velázquez.

## Discografía
- La herencia (1986)
- Canciones tradicionales salmantinas (1993)
- Dar posá (villancicos tradicionales) (1998)
- Camino de la Plata (2005)
- Al buen tun-tun (2009)
- Nanas con ná (2014)
- Tinajoria (2015)
- N'ca Mayalde (2019)